# Acrocercops ornata
Acrocercops ornata là một loài bướm đêm thuộc họ Gracillariidae. Loài này có ở Grenada. Nó được miêu tả bởi Walsingham, Lord Thomas de Grey, năm 1897.